# Lorenzo Amurri
Lorenzo Amurri (Roma, 1º gennaio 1971 – Roma, 12 luglio 2016) è stato uno scrittore e musicista italiano.

## Biografia
Figlio di Antonio Amurri e fratello di Franco Amurri, fu autore di Apnea, libro autobiografico candidato al premio Strega che racconta della sua vita, con particolare riferimento all'incidente con gli sci che lo costrinse alla sedia a rotelle. Nel 2015 vinse il Premio letterario dell'Unione europea.
Nel 2014 scrisse Perché non lo portate a Lourdes, diario di un viaggio al santuario di Lourdes, fatto da non credente.
Attivo anche come musicista, ha collaborato con Tiromancino, Lola Ponce, Lory D, Asia Argento e Franco Califano.

## Opere
- Apnea, 2013, Fandango Libri
- Perché non lo portate a Lourdes, 2014, Fandango Libri
- Tracce di ruote, 2021, Fandango Libri